# اوتو واختر
بارون اوتو گوستاو فون واختر (۸ ژوئیه ۱۹۰۱، وین، اتریش-مجارستان - ۱۴ ژوئیه ۱۹۴۹، رم، ایتالیا) وکیل اتریشی، سیاستمدار نازی و یکی از اعضای عالی‌رتبه اس‌اس بود.
در هنگام اشغال لهستان در جنگ جهانی دوم، وی فرماندار ناحیه کراکوف در دولت عمومی و سپس ناحیه گالیسیا (اکنون بیشتر آن در اوکراین قرار گرفته‌است) بود. بعدها، در سال ۱۹۴۴، او به عنوان رئیس اداره نظامی آلمان در ایالت دست‌نشانده جمهوری سالو در ایتالیا گماشته شد. در دو ماه پایانی جنگ، او مسئول نیروهای غیر آلمانی در اداره اصلی امنیت رایش در برلین بود.
در سال ۱۹۴۰، ۶۸٬۰۰۰ یهودی از کراکوف اخراج شدند و در سال ۱۹۴۱ گتو کراکوف برای ۱۵٬۰۰۰ یهودی باقی مانده با حکم وی ایجاد شد. پس از پایان جنگ، در ۲۸ سپتامبر ۱۹۴۶، دولت لهستان از فرماندار نظامی منطقه اشغالی توسط ایالات متحده درخواست کرد که واختر را به دلیل «کشتار، تیراندازی و اعدام» اینکه «تحت فرمان او در ناحیه گالیسیا بیش از صد هزار شهروند لهستانی جان خود را از دست دادند» به لهستان تحویل دهد.
وی توانست به مدت ۴ سال از دست مقام‌های متفقین فرار کند. در سال ۱۹۴۹، واختر توسط اسقف طرفدار نازی اتریش، آلوئیس هودال، در واتیکان پناه داده شد و در همان سال، در ۴۸ سالگی، بنا بر گزارش‌ها به دلیل بیماری کلیوی درگذشت.